# Hagnagora vittata
Hagnagora vittata là một loài bướm đêm trong họ Geometridae.